# The Wyatt Family

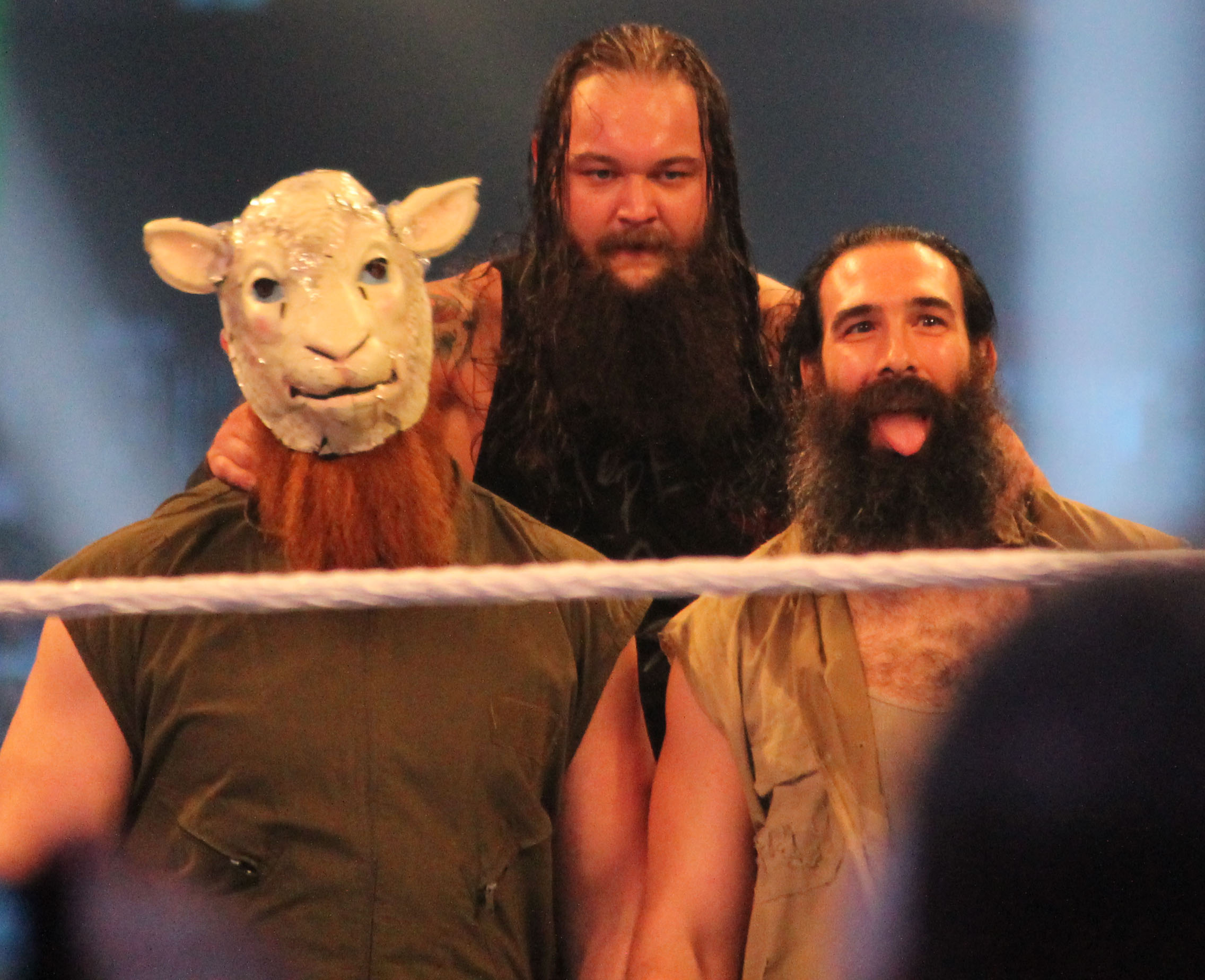
The Wyatt Family (v. l. n. r.: Erick Rowan, Bray Wyatt und Luke Harper)

The Wyatt Family (deutsch Die Familie von Wyatt) war ein Wrestlingstable bei der US-amerikanischen Promotion WWE, das sich ursprünglich aus Bray Wyatt, Luke Harper und Erick Rowan zusammensetzte.
Das Stable debütierte im Jahr 2012 bei NXT, der Entwicklungs-Liga der WWE. Wenige Monate später gewannen Harper und Rowan die NXT Tag Team Championship und hielten diese über 49 Tage. Im Juli 2013 folgte der Aufstieg ins Hauptroster der WWE als ein Heel-Stable sowie Fehden gegen andere Wrestler der WWE, unter anderem Kane, CM Punk, Daniel Bryan, John Cena, Sheamus und einzelne Mitglieder des Stables The Shield.
Im September 2014 begannen sich die Wege der originalen Gruppierung erstmals zu trennen. In der Folge vollzog Rowan einen sogenannten Face-Turn, als er das Team Cena zur Survivor Series unterstützte, während Harper auf der Gegenseite dem Team Authority beitrat. Nach einer kurzen Fehde der beiden im Anschluss kam es im Mai 2015 zur Wiedervereinigung von Harper und Rowan.
Braun Strowman wurde im September 2015 Mitglied der Wyatt Family, bereits im Juli 2016 durch den WWE Draft aber wieder von dem Stable getrennt. Ende 2016 gewannen Harper und Wyatt gemeinsam mit Randy Orton die WWE SmackDown Tag Team Championship, die sie unter der sogenannten Freebird Rule hielten. Nach dem Verlust der Titel begann der erneute Zerfall der Gruppierung. Während des Royal-Rumble-Matches bei der gleichnamigen Veranstaltung am 29. Januar 2017 attackierte Harper seine nun ehemaligen Verbündeten und trennte sich damit von ihnen. Dieses Match gewann Orton und damit eine Garantie auf ein Match um die WWE Championship bei WrestleMania 33 am 2. April 2017. Nachdem Wyatt am 12. Februar 2017 bei Elimination Chamber erstmals diesen Titel erhielt, kam es bei WrestleMania 33 zu einem Match zwischen Orton und Wyatt. Rowan und Wyatt hielten ihre Allianz bis zum Superstar Shake-up am 10. und 11. April 2017 aufrecht, bei dem Wyatt zu Raw wechselte, während Rowan bei SmackDown Live verblieb, was das endgültige Ende der Wyatt Family bedeutete.

## Geschichte

### Anfänge bei NXT (2012–2013)

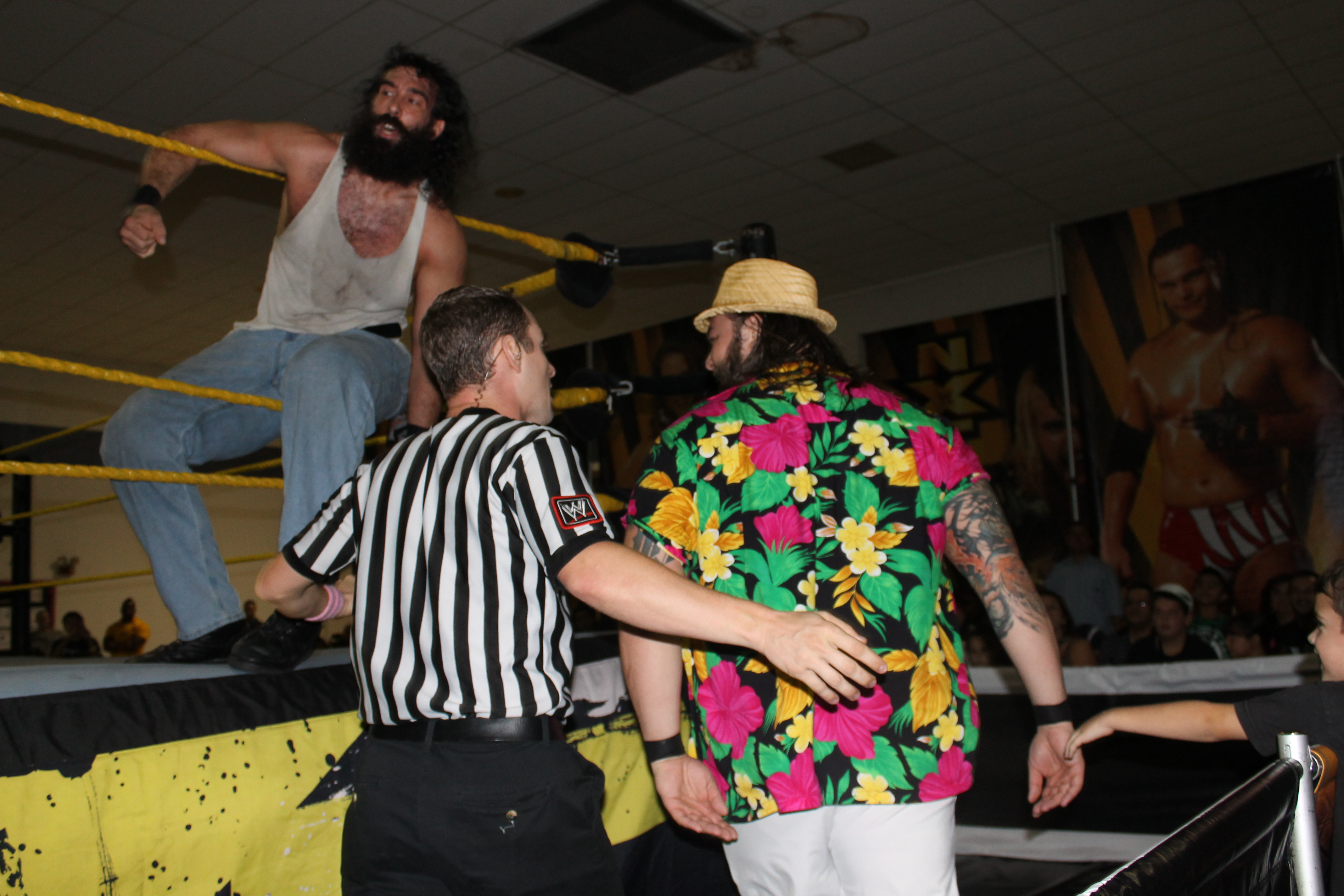
Luke Harper (o.) und Bray Wyatt (r.) (2012)

Der Charakter des Bray Wyatt, verkörpert von dem US-amerikanischen Wrestler Windham Rotunda, debütierte im April 2012 bei der damaligen Entwicklungs-Liga der WWE, Florida Championship Wrestling, wo er eine kurze Allianz mit Eli Cottonwood begann. Nachdem die WWE ihr Nachwuchsprogramm neu aufgestellt und mit NXT auch eine neue Entwicklungs-Liga installiert hatte, trat er am 11. Juli 2012 erstmals im Rahmen ihrer gleichnamigen Sendung auf, wo er Aiden English in einem Singles-Match besiegte. Wyatt wurde als Anführer eines Teufelskults, der von sich glaubte, mehr Monster als Mensch zu sein, dargestellt. Der Charakter zeigte Ähnlichkeiten zu Max Cady aus dem 1991 veröffentlichten Film Kap der Angst.
Noch im selben Monat zog sich Wyatt eine reale Muskelverletzung zu und musste daher im Ring pausieren. Dennoch trat er während seiner Verletzungspause bei NXT auf und gründete ein Stable namens The Wyatt Family, zu dem auch Luke Harper und Erick Rowan gehörten, die er als seine „Söhne“ bezeichnete. Harper und Rowan nahmen gemeinsam an einem Turnier um die neu geschaffene NXT Tag Team Championship teil, wo sie in der ersten Runde das Team von Percy Watson und Yoshi Tatsu, sowie im Halbfinale – mit einem Eingriff Wyatts von außen – Bo Dallas und Michael McGillicutty besiegen durften, ehe sie sich im Finale Adrian Neville und Oliver Grey geschlagen geben mussten.
Das erste Match nach seiner Verletzungspause bestritt Wyatt am 21. Februar 2013 bei NXT mit einem Sieg über Yoshi Tatsu. Später attackierte die Wyatt Family Oliver Grey (der eine reale Verletzung erlitten hatte und damit aus den Shows geschrieben wurde), während Wyatt Bo Dallas daran hinderte, ein Match zu gewinnen, dessen Sieger der Herausforderer auf die NXT Championship werden sollte, nachdem dieser es abgelehnt hatte, dem Stable beizutreten. Am 13. März 2013 musste Wyatt mit einer Niederlage gegen Dallas erstmals ein Match verlieren. Am 2. Mai 2013 verlor Wyatt ein Match gegen Chris Jericho, während sich Rowan und Harper eine weitere Möglichkeit auf die NXT Tag Team Championship sicherten. Diese gewannen sie am 2. Mai 2013 von Neville und Dallas, der für den verletzten Grey eingesprungen war.
Es folgte eine Fehde gegen Corey Graves und Kassius Ohno. In der NXT-Ausgabe vom 22. Mai 2013 besiegte Wyatt Graves und eliminierte in der folgenden Woche sowohl diesen als auch Ohno in einer 18-Mann-Battle-Royal, deren Sieger neuer Herausforderer auf die NXT Championship werden sollte und aus der er selbst später durch Adrian Neville schied. Am 19. Juni 2013 durfte The Wyatt Family das Team von Neville, Graves und Ohno in einem Sechs-Mann-Tag-Team-Match besiegen. Bei der am 20. Juni 2013 aufgezeichneten und am 17. Juli 2013 ausgestrahlten NXT-Episode verloren Rowan und Harper die NXT Tag Team Championship an Neville und Graves.

### Aufstieg ins Hauptroster und verschiedene Fehden (2013–2014)
Seit der Ausgabe von Raw am 27. Mai 2013 wurde in Kurzfilmen das Debüt der Wyatt Family im Hauptroster der WWE angekündigt. Diese Kurzfilme zeigten die Herkunft des Stables „aus dem Wald“ und Rowan mit einer Schafsmaske. Am 8. Juli 2013 gaben sie mit einer Attacke gegen Kane ihr Debüt und griffen in den folgenden Wochen unter anderem auch R-Truth, Justin Gabriel und 3MB (bestehend aus Heath Slater, Jinder Mahal und Drew McIntyre) an. Später forderte Kane Wyatt zu einem „Ring-of-Fire“-Match beim SummerSlam am 18. August 2013 heraus. Wyatt nahm die Herausforderung an und gewann das Match. Nach einem weiteren Sieg Wyatts über Kofi Kingston bei Battleground am 6. Oktober 2013, verloren Harper und Rowan fünf Tage später bei SmackDown erstmals ein gemeinsames Tag-Team-Match gegen Cody Rhodes und Goldust.
Ende Oktober begann die nächste Fehde des Stables nach einer Attacke auf CM Punk und Daniel Bryan. Während der Fehde musste Harper erstmals eine Niederlage in einem Singles-Match, das er gegen Punk verlor, einstecken. Bei der Survivor Series am 24. November 2013 verloren Harper und Rowan ein Tag-Team-Match gegen Punk und Bryan. In einem 3-gegen-1-Handicap-Match folgte am 15. Dezember 2013 bei TLC: Tables, Ladders & Chairs ein Sieg gegen Bryan, der nach weiteren Attacken gegen sich am 30. Dezember 2013 aufgab und sich der Wyatt Family anschloss. Nach einer Attacke Bryans gegen die anderen Mitglieder des Stables war diese Allianz jedoch nach nur zwei Wochen bereits am 13. Januar 2014 wieder Geschichte. Am 26. Januar 2014 besiegte Wyatt Bryan beim Royal Rumble, womit ihre Fehde abgeschlossen wurde.

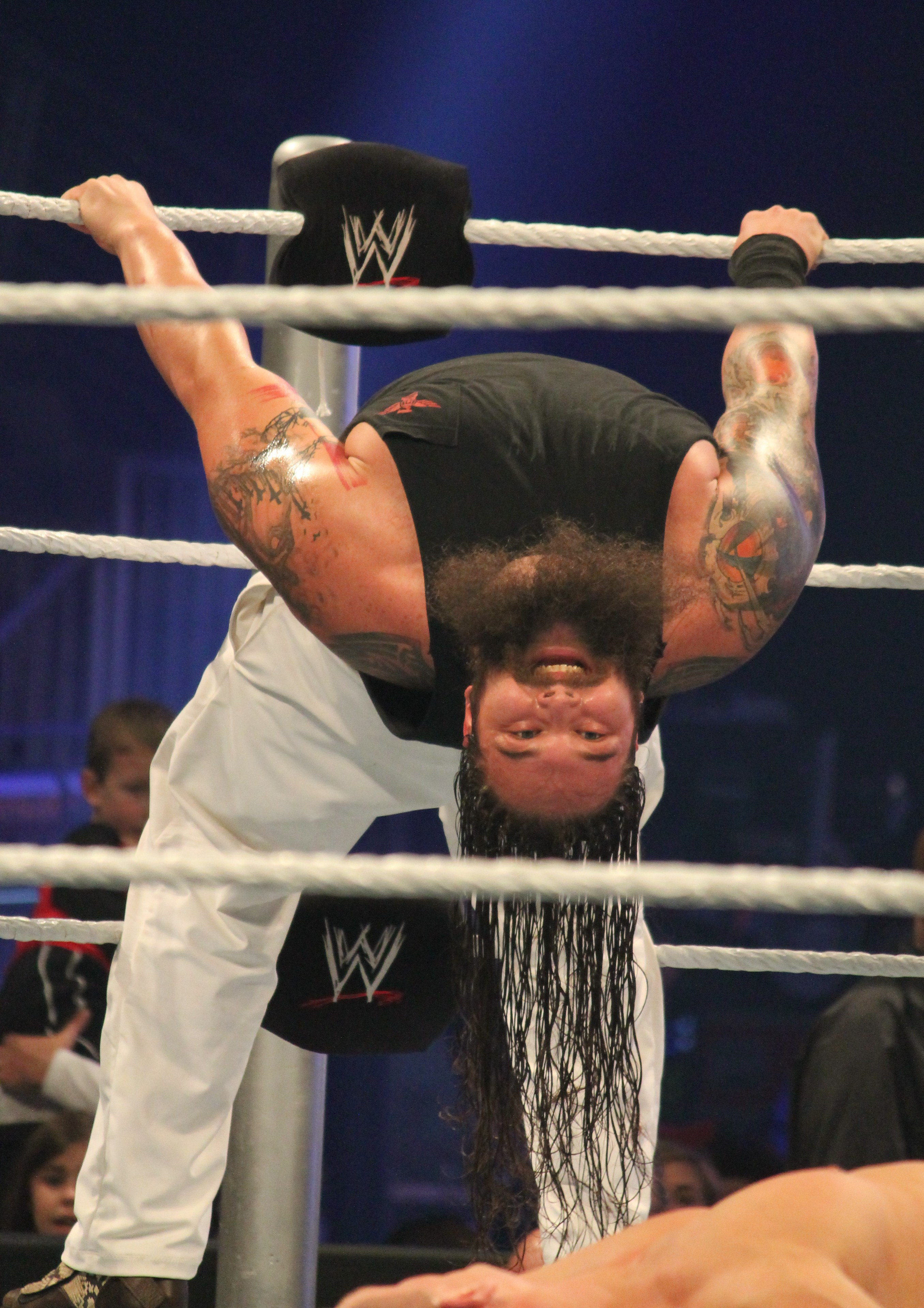
Bray Wyatt (2014)

Bei der Raw-Ausgabe einen Tag später attackierte die Wyatt Family das Team von Bryan, John Cena und Sheamus während eines Qualifikations-Matches für das Match um die WWE World Heavyweight Championship bei Elimination Chamber und sorgten damit für einen Sieg durch Disqualifikation von Cena, Bryan und Sheamus sowie eine Niederlage ihrer Gegner The Shield, bestehend aus Dean Ambrose, Roman Reigns und Seth Rollins. Daraufhin wurde ein Sechs-Mann-Tag-Team-Match zwischen der Wyatt Family auf der einen und The Shield auf der anderen Seite für Elimination Chamber angesetzt, welches die Wyatt Family gewinnen durfte. Am 3. März 2014 gewann sie auch das Rückmatch, nachdem der frustrierte Rollins seine Partner während des Matches im Stich gelassen hatte. Am 8. April 2014 endete die Fehde der beiden Teams bei Main Event mit einer Niederlage der Wyatt Family.
Nachdem es bereits im Januar und Februar 2014 zu einigen Begegnungen des Stables mit John Cena gekommen war, griff die Wyatt Family bei Elimination Chamber in das gleichnamige Match Cenas ein, sorgten somit für seine Eliminierung und griffen damit endgültig ein Fehden-Programm mit Cena auf. Bei WrestleMania XXX fügte Cena Wyatt die erste Niederlage durch Pinfall seit seinem Aufstieg ins Hauptroster zu. Die Fehde wurde auch nach WrestleMania XXX fortgesetzt. Am 4. Mai 2014 durfte Wyatt bei Extreme Rules Cena in einem Steel-Cage-Match besiegen, musste jedoch bei Payback am 1. Juni 2014 in einem Last-Man-Standing-Match die endgültige Niederlage in der Fehde gegen Cena einstecken.
Bei Raw am Tag darauf gewannen Harper und Rowan ein Match gegen The Usos (Jey Uso und Jimmy Uso), zu jenem Zeitpunkt Titelträger der WWE Tag Team Championship und wurden daher zu den neuen Herausforderern auf eben jene Titel erklärt. Am 13. Juni 2014 gewann Wyatt ein Match gegen Dean Ambrose, nachdem dessen früherer Verbündeter und nunmehriger Rivale Seth Rollins zu Ungunsten Ambroses eingegriffen hatte und qualifizierte sich damit für ein Ladder-Match um die vakante WWE World Heavyweight Championship bei Money in the Bank, welches er jedoch nicht gewinnen durfte. Bei derselben Veranstaltung mussten auch Harper und Rowan ihr Titelmatch gegen The Usos verlieren. Am 30. Juni 2014 unterbrach das Stable bei Raw den zur WWE zurückkehrenden Chris Jericho und attackierte diesen. In der Folge kam es zu mehreren Matches zwischen Jericho und Wyatt. Am 20. Juli verlor Wyatt ein Match gegen Jericho bei Battleground, durfte diesen jedoch beim SummerSlam rund einen Monat später besiegen. Am 8. September 2014 wurde die Fehde mit einem Sieg Wyatts in einem Steel-Cage-Match bei Raw beendet.

### Rowans und Harpers „Freilassung“ – Gehen getrennter Wege (2014–2015)
Am 29. September 2014 wurde bei Raw erstmals ein Kurzfilm gezeigt, in dem Wyatt verkündete, dass Rowan und Harper „frei“ seien. In den folgenden Wochen kehrten alle drei Mitglieder der Wyatt Family zu unterschiedlichen Zeitpunkten und getrennt voneinander in die WWE-Shows zurück: Wyatt bei Hell in a Cell am 26. Oktober 2014 mit einer Attacke gegen Dean Ambrose, Rowan am 31. Oktober bei SmackDown und Harper am 10. November bei Raw, wo er sich mit dem autoritären Stable The Authority anschloss. Eine Woche später unterstützte Rowan das gegnerische Team Cena und stellte sich damit gegen Harper. Bei derselben Ausgabe hatte Harper zuvor bereits die WWE Intercontinental Championship von Dolph Ziggler, der ebenfalls dem Team Cena angehörte, erhalten.
Nach Wyatts Attacke auf Ambrose gerieten die beiden mehrfach physisch aneinander. Dies führte zu einem Match der beiden bei der Survivor Series am 23. November 2014, dass Wyatt durch Disqualifikation gewinnen durfte. Ebenfalls bei der Survivor Series verlor Harper mit dem Team Authority gegen Rowan respektive das Team Cena. Aus diesem Grund musste er am darauffolgenden Tag seine WWE Intercontinental Championship gegen Ambrose verteidigen, was ihm erfolgreich gelang, nachdem Wyatt in das Match ein- und Ambrose angegriffen hatte.
In der Raw-Ausgabe vom 8. Dezember 2014 trafen Rowan und Harper erstmals in einem Singles-Match aufeinander, das Rowan durch Disqualifikation gewann. Am 5. Januar 2015 besiegte Harper Rowan in einem Rückmatch durch Pinfall. Am 22. Januar gewann Harper ein weiteres Match gegen Rowan und qualifizierte sich damit für das Royal-Rumble-Match bei der gleichnamigen Veranstaltung. In diesem kam es zu einer Konfrontation zwischen allen drei ehemaligen Mitgliedern der Wyatt Family.
Am 7. Mai 2015 bei SmackDown kam Rowan nach einem Sieg Harpers über Fandango zum Ring und attackierte letzteren. Am 11. Mai 2015 erfolgte die endgültige Wiedervereinigung der beiden, als Harper Rowan half, Fandango in einem Match innerhalb von etwas mehr als 30 Sekunden zu besiegen und die beiden ihre Attacken gegen diesen auch nach dem Match fortsetzten. Am 18. Mai 2015 durften Harper und Rowan Fandango und Zack Ryder in einem Tag-Team-Match bei Raw besiegen, genauso wie am 21. Mai bei Main Event. Am 4. Juni hielten die beiden bei SmackDown eine Promo, in der sie verkündeten, eine Familie zu sein. Nachdem sie weitere Matches gewinnen durften, zog sich Rowan Ende Juni eine Verletzung zu, die ihn für mehrere Monate außer Gefecht setzen sollte.

### Wiedervereinigung mit einem neuen Mitglied (2015–2016)

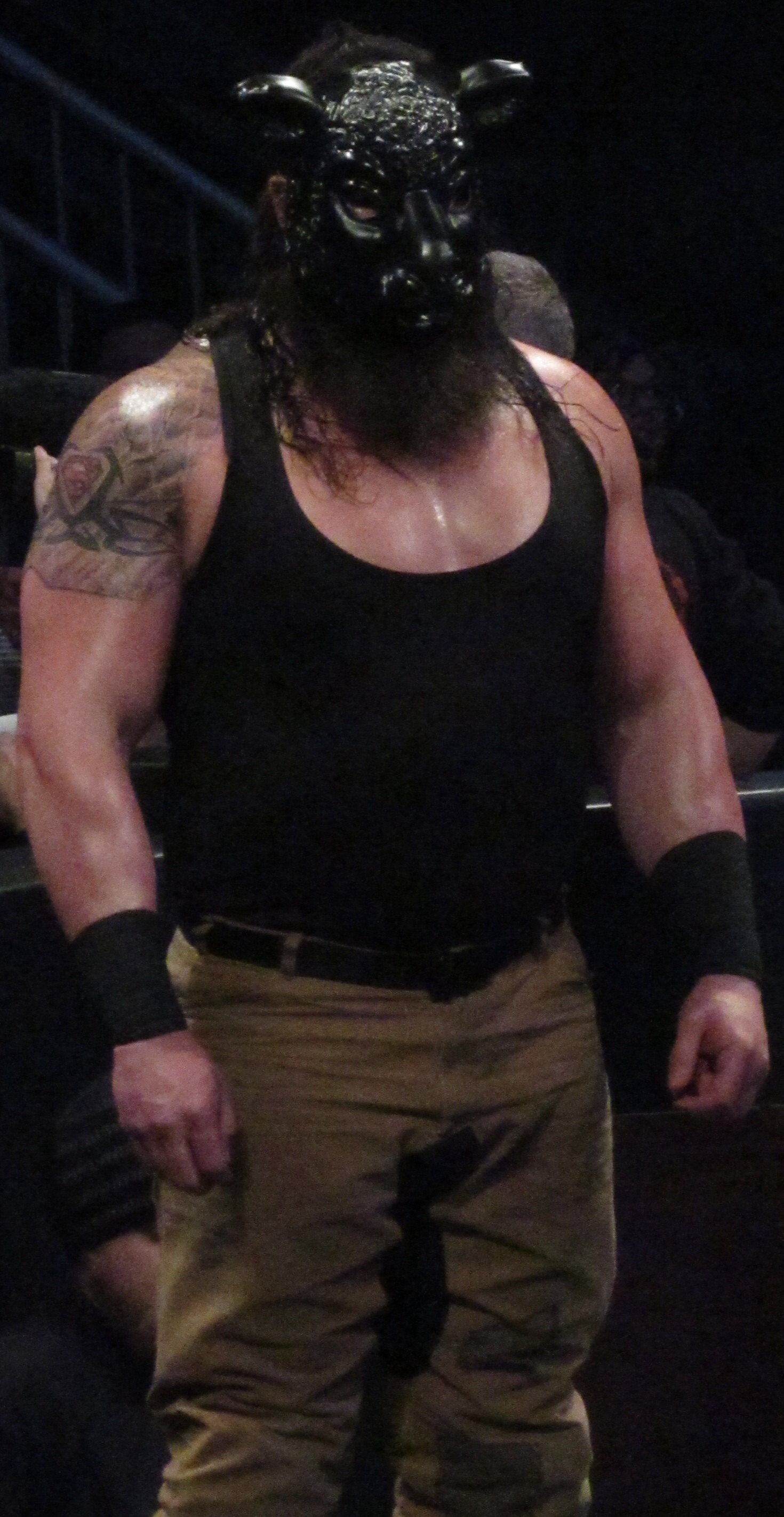
„The Black Sheep“ Braun Strowman (2015)

Bei Battleground am 19. Juli 2015 griff Luke Harper in das Match Bray Wyatts gegen Roman Reigns ein und verhalf ihm zum Sieg über diesen. Darauf folgte ein Tag-Team-Match zwischen Harper und Wyatt sowie Reigns und Dean Ambrose beim SummerSlam am 23. August, welches für Harper und Wyatt mit einer Niederlage endete. Einen Tag später bei Raw kam es zu einem Rückmatch beider Teams. Während dieses Matches gab das neue Mitglied der Wyatt Family Braun Strowman sein Debüt und half Harper und Wyatt, ihre Kontrahenten auch über das Ende des Matches hinaus zu attackieren. Dies wiederum führte zu einem Sechs-Mann-Tag-Team-Match bei Night of Champions zwischen der Wyatt Family und Ambrose, Reigns sowie einem Partner ihrer Wahl, der sich als Chris Jericho herausstellte, welches die Wyatt Family gewann. Am 19. Oktober 2015 gab auch Rowan bei Raw sein Comeback. In jener Show besiegten die Wyatts die früheren Mitglieder von The Shield Ambrose, Reigns und Seth Rollins, nachdem letzterer während des Matches die Halle und damit auch seine früheren Partner verließ. Wyatts Fehde gegen Reigns endete bei Hell in a Cell am 25. Oktober 2015 mit der namengebenden Matchart mit einer Niederlage.
An demselben Abend attackierte die Family The Undertaker und am Tag darauf bei Raw dessen Storyline-Bruder Kane, was eine Fehde mit den „Brothers of Destruction“ einleitete. Am 9. November kehrten diese zurück und attackierten ihrerseits die Mitglieder der Wyatt Family. Bei der Survivor Series am 22. November mussten Harper und Wyatt ein Tag-Team-Match anlässlich des 25-jährigen Ringjubiläums von The Undertaker gegen eben jenen und Kane verlieren. Dafür durften sie am 13. Dezember bei TLC: Tables, Ladders & Chairs das Team ECW Originals (bestehend aus den Dudley Boyz Bubba Ray und D-Von sowie Tommy Dreamer und Rhyno) besiegen.
Alle vier Mitglieder des Stables nahmen beim Royal Rumble am 24. Januar 2016 am gleichnamigen Match teil, in dem auch die WWE World Heavyweight Championship von Roman Reigns auf dem Spiel stand. Dort eliminierte die Gruppe in der Summe sieben der 30 Teilnehmer, darunter Brock Lesnar. Daraufhin sollte Wyatt bei Roadblock am 12. März 2016 ursprünglich in einem Singles-Match auf Lesnar treffen, dies wurde jedoch in ein Handicap-Match zwischen Lesnar auf der einen sowie Wyatt und Harper auf der anderen Seite umgewandelt. Lesnar gewann. Am 21. März erlitt Luke Harper bei Raw eine schwere Knieverletzung. Zu dritt trat die Wyatt Family dann bei WrestleMania 32 am 3. April auf, wo sie Dwayne „The Rock“ Johnson konfrontierten, der Rowan daraufhin in einem Match innerhalb von sechs Sekunden besiegen durfte.
Am 4. April starteten die Wyatts eine kurze Fehde mit der League of Nations (Alberto Del Rio, Rusev und Sheamus), eine Woche später eilten sie dem von diesen angegriffenen Roman Reigns zu Hilfe, woraufhin ein Tag-Team-Match zwischen Reigns und Wyatt sowie Del Rio und Sheamus angesetzt wurde, welches siegreich für Reigns und Wyatt endete. Zwei Tage später bei einer Houseshow in Italien erlitt Wyatt in einem Match nun gegen Reigns eine Verletzung und war gezwungen, seine Teilnahme an der restlichen Europa-Tournee der WWE abzusagen. Am 20. Juni 2016 kehrten die Wyatts, jedoch ohne den weiterhin verletzten Luke Harper, bei Raw zurück und wurden von The New Day (Big E, Kofi Kingston und Xavier Woods) konfrontiert. Dies leitete eine Fehde zwischen den beiden Teams ein, die mit einem für die Wyatt Family siegreichen Sechs-Mann-Tag-Team-Match bei Battleground am 24. Juli 2016 endete.

### „The New Wyatt Family“ (2016–2017)

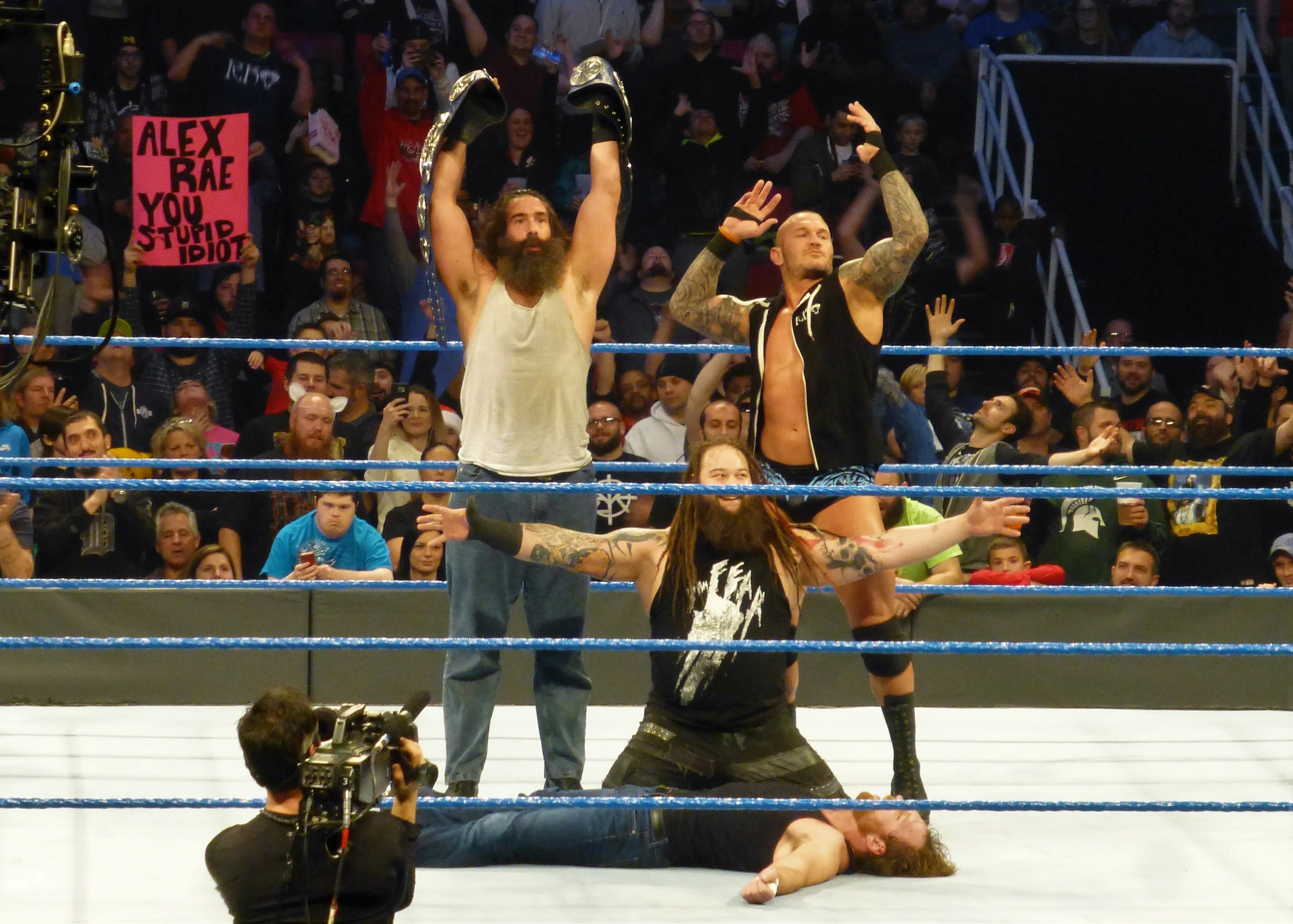
„The New Wyatt Family“ (v. l. n. r.: Luke Harper, Bray Wyatt und Randy Orton) als Träger der WWE SmackDown Tag Team Championship, posierend über Dean Ambrose

Beim WWE Draft wurden Wyatt und Rowan zu SmackDown Live gedraftet, während Strowman von Raw gewählt und damit von seinen bisherigen Verbündeten getrennt wurde. Im September und Oktober 2016 fehdete Wyatt gegen Randy Orton. Am 9. Oktober 2016 kehrte bei No Mercy Luke Harper in die Shows zurück und verhalf Wyatt zum Sieg über Orton. Genau zu jenem Zeitpunkt musste sich nun jedoch Erick Rowan einer Operation, auf die eine mehrmonatige Verletzungspause folgen sollte, unterziehen.
In der SmackDown-Ausgabe vom 25. Oktober 2016 attackierte Orton Wyatts Match-Gegner Kane und verhalf Wyatt so zum Sieg. Eine Woche später wiederum trat Orton selbst gegen Kane an, wurde nun von Wyatt und Harper unterstützt und gewann, was Ortons Heel-Turn und seine Eingliederung in das Stable vorantrieb. Bei der Survivor Series traten Wyatt und Orton gemeinsam mit dem Team SmackDown Live, dem auch noch Dean Ambrose, AJ Styles und Shane McMahon angehörten, im klassischen Fünf-gegen-Fünf-Survivor-Series-Tag-Team-Match gegen Team Raw (bestehend aus Roman Reigns, Seth Rollins, Braun Strowman, Chris Jericho und Kevin Owens) an. Wyatt und Orton waren in dem Ausscheidungs-Match die letzten Verbliebenen, die „Survivors“, und sorgten damit für den Sieg von Team SmackDown Live. Am 4. Dezember gewannen Wyatt und Orton bei TLC: Tables, Ladders & Chairs die WWE SmackDown Tag Team Championship, was den ersten Titelgewinn der Wyatts im Hauptroster darstellte. Durch die sogenannte Freebird Rule wurde auch Harper Titelträger. Gemeinsam bildeten Wyatt, Orton und Harper nun „The New Wyatt Family“ (deutsch Die neue Familie von Wyatt).
Am 27. Dezember 2016 verlor das Stable die Titel an das Team American Alpha (Chad Gable und Jason Jordan), nachdem Orton und Harper während des Matches versehentlich zusammengestoßen waren und Orton gepinnt wurde. Damit begann der erneute Zerfall der Gruppierung. Ein Rückmatch am 10. Januar 2017 endete nach einem weiteren Missverständnis zwischen den beiden erfolglos. Nach dem Match versuchte Harper einen Superkick gegen Orton zu zeigen, traf jedoch versehentlich Wyatt. Eine Woche später verlor Orton nach einem unglücklichen Eingriff Harpers ein Einzelmatch gegen Dean Ambrose. Am 24. Januar 2017 schließlich kam es zu einem Match zwischen Harper und Orton, welches letzterer gewann. Anschließend attackierte Wyatt Harper mit seinem Finishing Move Sister Abigail, die endgültige Verkündung eines Rauswurfs Harpers aus der Gruppe blieb jedoch aus.
Beim Royal Rumble am 29. Januar 2017 wendete sich Harper während des gleichnamigen Matches endgültig gegen Wyatt und Orton, welcher später gewinnen und damit eine Chance auf die WWE Championship bei WrestleMania 33 erhalten sollte. Nachdem Orton bei Elimination Chamber zwei Wochen später Harper in einem Singles-Match besiegen und Wyatt im Main Event die WWE Championship gewinnen durfte, verteidigte er den Titel auch zwei Tage später bei SmackDown Live in einem Triple-Threat-Match gegen die beiden vorherigen Titelträger John Cena und AJ Styles. Anschließend kam Orton zum Ring und verkündete seinen Verzicht auf die Titelchance bei WrestleMania 33. Am 28. Februar turnte er dann aber doch noch gegen Wyatt und forderte ihn zu einem Match ebenda heraus. Dies endete mit einem Sieg Ortons und damit dem Titelverlust Wyatts bei WrestleMania 33.

### Erneute Trennung (2017)
Am 4. April 2017 kehrte bei SmackDown Live Erick Rowan nach knapp acht Monaten in die WWE-Shows zurück und verlor gemeinsam mit Wyatt ein Tag-Team-Match gegen Orton und Harper. Rowan trug nun eine neue Schafs-Maske im Steampunk-Stil.
Beim Superstar Shake-up am 10. und 11. April 2017 wechselte Wyatt zu Raw, während Rowan bei SmackDown Live verblieb. Am 30. April 2017 wurde die Fehde zwischen Wyatt und Orton bei Payback im Premiere feiernden „House-of-Horrors“-Match abgeschlossen. Dieses Match begann zunächst außerhalb der Arena, nämlich im „House of Horrors“ und wurde dort später fortgesetzt. Wyatt gewann, nachdem Jinder Mahal, der zu diesem Zeitpunkt bereits als nächster Herausforderer auf Ortons WWE Championship feststand, diesen attackierte. Am 9. Mai besiegte Rowan Harper in einem Singles-Match bei SmackDown Live. Dabei wurden beide vom Kommentatoren-Team als „ehemalige Mitglieder“ der Wyatt Family erwähnt, was das erneute Ende der Gruppierung bedeutete.

## Mitglieder

### Übersicht
| Ringname       | Bürgerlicher Name | Zeitraum              |
| -------------- | ----------------- | --------------------- |
| Bray Wyatt     | Windham Rotunda   | 07.07.2012–29.09.2014 |
| Bray Wyatt     | Windham Rotunda   | 19.07.2015–09.05.2017 |
| Luke Harper    | Jon Huber         | 07.07.2012–29.09.2014 |
| Luke Harper    | Jon Huber         | 19.07.2015–21.03.2016 |
| Luke Harper    | Jon Huber         | 09.10.2016–29.01.2017 |
| Erick Rowan    | Joseph Ruud       | 07.07.2012–29.09.2014 |
| Erick Rowan    | Joseph Ruud       | 09.10.2015–06.10.2016 |
| Erick Rowan    | Joseph Ruud       | 03.04.2017–09.05.2017 |
| Daniel Bryan   | Bryan Danielson   | 30.12.2013–13.01.2014 |
| Braun Strowman | Adam Scherr       | 24.08.2015–24.07.2016 |
| Randy Orton    | Randal Orton      | 25.10.2016–28.02.2017 |

## Titel und Auszeichnungen
- Pro Wrestling Illustrated
  - #6 der Top 500 der Einzelwrestler im PWI 500 (2014) – Wyatt[94]
  - #24 der Top 500 der Einzelwrestler im PWI 500 (2015) – Harper[95]
  - #57 der Top 500 der Einzelwrestler im PWI 500 (2014) – Rowan[94]
  - Rookie des Jahres (Rookie of the Year) (2015) – Strowman[96]
- Wrestling Observer Newsletter
  - Bestes Gimmick (Best Gimmick) (2013) – Wyatt, Harper und Rowan[97]
- WWE
  - 1× WWE Championship – Wyatt
  - 1× WWE SmackDown Tag Team Championship – Wyatt, Harper und Orton
  - Royal Rumble (2017) – Orton
- WWE NXT
  - 1× NXT Tag Team Championship – Harper und Rowan